# Italienische Narzisse
Die Italienische Narzisse (Narcissus italicus) ist eine Pflanzenart aus der Gattung der Narzissen (Narcissus) in der Familie der Amaryllisgewächse (Amaryllidaceae).

## Erscheinungsbild
Mit einer Wuchshöhe von bis zu 80 Zentimetern gehört sie zu den größten Narzissenarten. Sie hat außerdem sehr große Blüten, die einen Durchmesser von 55 Millimetern haben können und zu zwei bis zehn Blüten in den doldigen Blütenständen sitzen. Die Perigonblätter der Hauptkrone haben dabei eine strohgelbe Farbe, die Nebenkrone ist dagegen mittelgelb. Sie ist 5 Millimeter hoch, sechsfach eingeschnitten und hat einen Durchmesser von 10 Millimetern.

## Verbreitungsgebiet
Die Italienische Narzisse hat ein sehr großes Verbreitungsgebiet. Wildbestände finden sich entlang der Mittelmeerküste in Südfrankreich sowie in Italien bis hinab nach Sizilien. Sie kommt außerdem auf Korsika, Elba, Sardinien und Capri vor.
Während sie an der Riviera sehr häufig als Gartenpflanze angebaut wird, ist sie in Mitteleuropa nur selten in Kultur zu finden, obwohl sie hierfür ausreichend winterhart ist.